# SV Viktoria 09 Stolp
SV Viktoria 09 Stolp was een Duitse voetbalclub uit de Pommerse stad Stolp, dat tegenwoordig het Poolse Słupsk is.

## Geschiedenis
De club werd op 5 september 1909 opgericht. In 1912 werd de club kampioen van Stolp/Köslin en plaatste zich zo voor de Baltische eindronde, waar de club met 7:0 verloor van BuEV Danzig. Tijdens de Eerste Wereldoorlog lag de competitie enkele jaren stil. Na de oorlog ging de club in de competitie van Stolp/Lauenburg spelen en werd in 1919/20 meteen kampioen en plaatste zich zo voor de Pommerse eindronde en versloeg Preußen Köslin met 6:0, maar kreeg dan zelf een 9:0 pak slaag van Titania Stettin. In 1926 werd Viktoria opnieuw kampioen en verloor meteen van Stettiner SC. Ook in 1927 plaatste Viktoria zich en verloor nu van Titania Stettin. In 1927/28 versloeg Stolp Preußen Köslin met 7:2 en ging zo naar een groepsfase met vier clubs waarin ze laatste werden. Ook het volgende seizoen werd Preußen Köslin aan de kant gezet en in de tweede ronde verloor de club van SC Preußen Stettin.
In 1929/30 werd de club in de nieuwe Grensmarkse competitie ingedeeld. Twee jaar later werd de club kampioen na de finale te winnen van Danziger SC 1912 en nam deel aan de eindronde om de titel van de Baltische voetbalbond. De club werd tweede achter VfB Königsberg. Hierdoor plaatste de club zich voor de eindronde om de Duitse landstitel. Daar verloor de club in de eerste ronde van TeBe Berlin. Het was de enige keer dat een club uit Grensmark aan de nationale eindronde kon deelnemen. Het volgende seizoen moest de club de titel aan Sturm Lauenburg laten.
In 1933 werd de Gauliga ingevoerd als hoogste speelklasse in Duitsland. Viktoria werd in de Gauliga Pommeren ingedeeld en kon daar vier keer kampioen worden. In de eindronde liet het één keer Preußen Danzig achter zich en de andere keren werd het laatste in de groepsfase.
Na de Tweede Wereldoorlog werd Stolp een Poolse stad en werd de voetbalclub opgeheven.
Viktoria speelde thuiswedstrijden in het Sportplatz Elysium en vanaf 1926 in de Hindenburg-Kampfbahn dat plaats bood aan 10.000 toeschouwers.

## Erelijst
Gauliga Pommeren
1934, 1936, 1937, 1939
Kampioen Stolp/Köslin
1912
Kampioen Lauenburg/Stolp
1920, 1926, 1927, 1928, 1929, 1932
Kampioen Grensmark
1932